# パーキングメーター

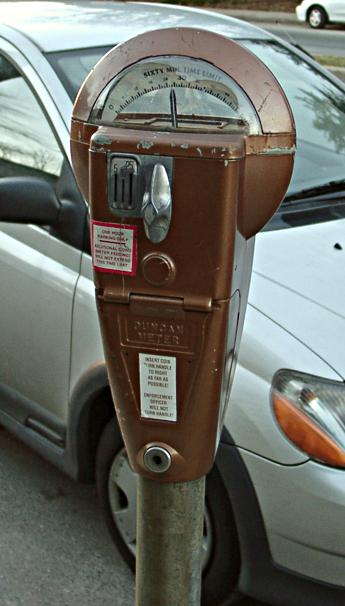
北米の伝統的なパーキングメーター

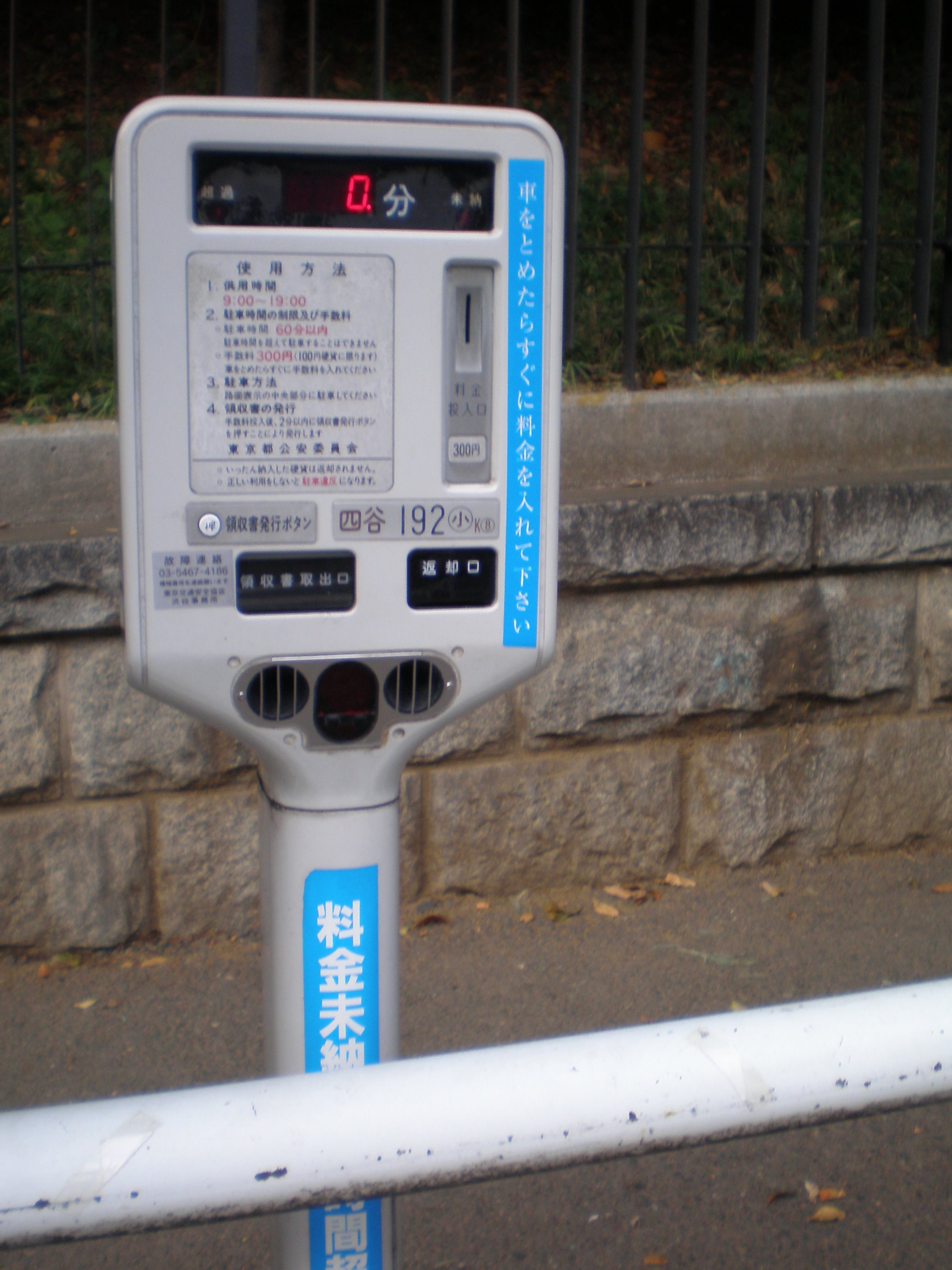
日本のパーキング・メーター

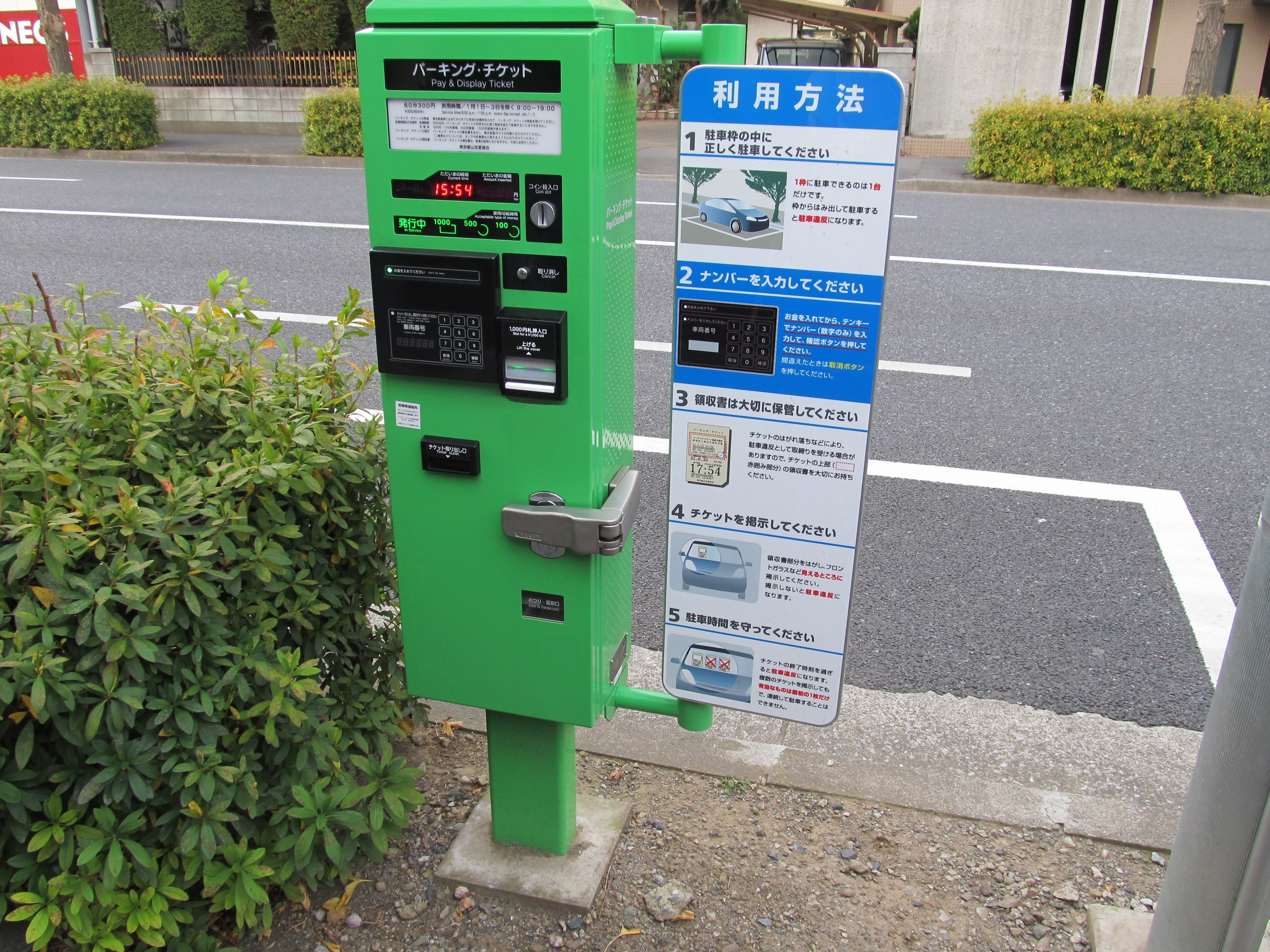
路上駐車場（時間制限駐車区間）用チケット発券機

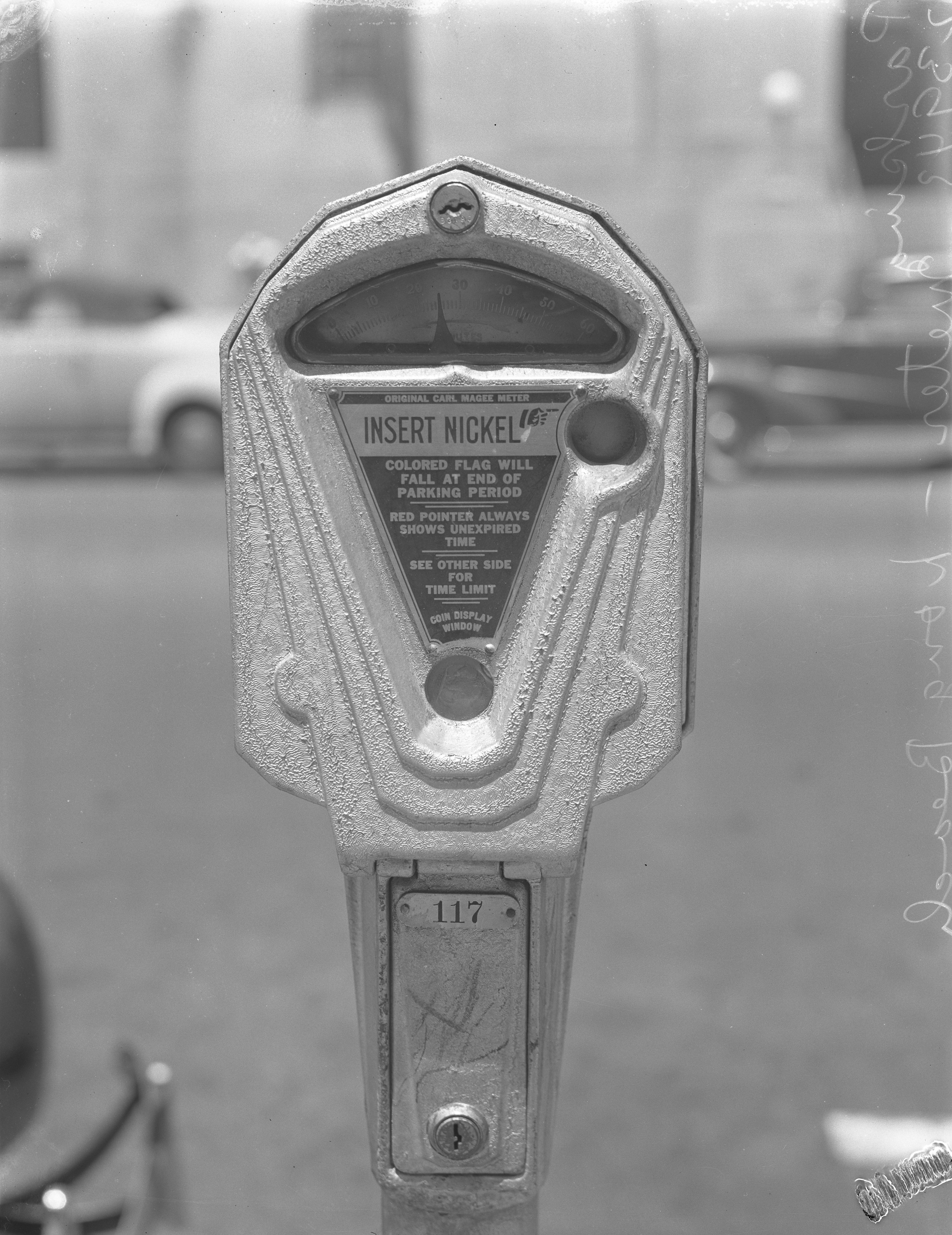
1940年のパーキングメーター

パーキングメーター（英語: parking meter）とは、駐車料金を徴収して車両を一定時間駐車する権利を提供する機械。特に地方自治体や道路管理者が設定し、道路交通管理の一環として駐車制度を運用する場合に使用することが多い。日本の道路交通法などの法令では中黒入りでパーキング・メーターと表記される。

## 歴史
パーキングメーターは、1935年にアメリカ合衆国オクラホマシティーでカール・マジー（Carl C. Magee）によって発明された。1936年には量産が開始され、1980年代まで増産が続いた。初期型は硬貨投入口、開始スイッチとしてのダイヤル、残り時間を示す針と文字盤などから成る。この構造は2連方式のものや異なった材質の使用など、外観の一部変更を除き40年以上も継承された。
1960年代にニューヨークでは、全員女性の駐車監視員（メーターメイド）が採用された。1967年になるまで男性監視員は登場しなかった。
1980年代中期に、針と文字盤や機構部分を電子部品（回路板、キーボード、ディスプレイ）に置き換えたデジタル版が投入された。このおかげで、EEPROMを使用し駐車時間がより柔軟に設定出来るようになった。1990年代初頭までには世界各国でパーキングメーターが導入されていたが、パーキングチケット発給機などメーターより新しい徴収方法や、電子マネー方式を導入するところが増えた。

## 各国の事例

### 日本
「時間を限つて同一車両が引き続き駐車することができる道路の区間であることが道路標識等により指定されている道路の区間（以下「時間制限駐車区間」という。）について、当該時間制限駐車区間における駐車の適正を確保するため」（道路交通法第49条）に設置される設備である。都道府県公安委員会が管理している。
- 道路交通法第49条の2（時間制限駐車区間における駐車の方法等）
  - 2 車両は、時間制限駐車区間においては、当該駐車につき前条第1項のパーキング・メーターが車両を感知した時又は同項のパーキング・チケット発給設備によりパーキング・チケットの発給を受けた時から、それぞれ道路標識等により表示されている時間を超えて引き続き駐車してはならない。
  - 4 車両の運転者は、時間制限駐車区間において車両を駐車したときは、政令で定めるところにより、前条第1項のパーキング・メーターを直ちに作動させ、又は同項のパーキング・チケット発給設備によりパーキング・チケットの発給を直ちに受けて、これを当該車両が駐車している間（当該パーキング・チケットの発給を受けた時から道路標識等により表示されている時間を経過する時までの間に限る）、当該車両の前面の見やすい箇所に掲示しなければならない。

1950年代、自動車交通の急増に道路整備や駐車施設の拡充が追いつかず、渋滞が恒常化していた。この課題を解決するため路外駐車場が足りない場所では、パーキング・メーター等による路上駐車場を整備することになった。1959年1月26日、東京都が丸の内と日比谷の主要道路に1,283基のパーキング・メーターを設置し、供用を開始した。
道路交通法上は1971年にパーキング・メーター、1986年にパーキング・チケットの制度が導入された。
パーキング・メーターは1972年2月1日より、東京都千代田区有楽町一帯で32基が稼働開始、同月中に銀座一帯に822基が追加された。当時の料金は40分まで100円。

パーキング・メーターの設置基数は、駐車場が増えたことなどによる利用率の低下に伴い減少傾向にあり、いくつかの県ではなくなっている。パーキング・メーターとパーキング・チケットの合計の駐車枠数(設置基数)は、1994年の40,704台(29,217基)をピークに漸減していて、2022年には19,174台(13,681基)となっている。

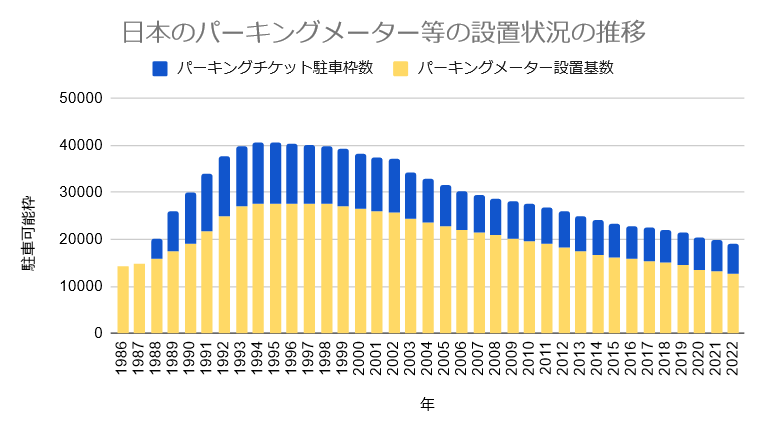
日本のパーキング・メーター等の設置状況の推移。資料を元に作成

### フランス
フランスのパリではかつて路上駐車に対して全く制限がなかったため道路混雑が深刻化していた。そのため都市中心部での自動車の利用を整理することが必要となった。そこで幹線道路では地下に路外駐車場を整備するとともに、外側車線にバスレーンや自転車道を整備し、非幹線道路にはパーキングメーターを設置する交通政策がとられている。

### アメリカ合衆国
アメリカ合衆国ではパーキングメーターの最小時間単位が15分、30分、60分、120分、地域によっては荷捌き用の5分のものもあり、最小時間単位が細かく設定することで無駄な路上駐車の減少につながっている。路外駐車場に比べてメーター料金設定は高く設定されており、路外駐車場を利用するよう誘導する役割を果たしている。